# بنينا تامانو-شطا
بنينا تامانو-شطا ((بالعبرية: פנינה תמנו-שטה‏)، ولدت: 1 نوفمبر 1981) هي محامية إسرائيلية وصحفية وسياسية.
شغلت منصب عضو في الكنيست لهناك مستقبل بين عامي 2013 و2015، وكانت أول امرأة ولدت في اثيوبيا تحوز بمقعد في الكنيست.

## السيرة الذاتية
ولدت في واسابا، هاجرت بنينا من إثيوبيا إلى إسرائيل في سن ثلاث سنوات.
درست القانون في كلية اونو الأكاديمية، وأصبحت نائب رئيس رابطة الطلاب الإثيوبية الوطنية.
عملت خلال 2007-2012 كمراسلة للقناة الأولى.
قبل انتخابات الكنيست 2013 انضمت إلى حزب هناك مستقبل الجديد. وضعت بالمركز الرابع عشر على قائمة الحزب،
أصبحت عضوا في الكنيست كما فاز الحزب بـ19 مقعدا.
ووضعت بالمركز الثالث عشر على قائمة الحزب لانتخابات 2015, لكنها خسرت مقعدها كما تم تخفيض مقاعد الحزب إلى 11 مقعدا.

## وصلات خارجية
- * بنينا تامانو-شطا على الموقع الإلكتروني للكنيست
- Interview following her election, Nir Cohen, Ynetnews, 26 January 2013